# Пронађи ме
Пронађи ме (стилизовано као ПРОНАЂИ МЕ) или Амбер алерт у Србији је систем упозоравања јавности који се покреће као помоћ у тражењу нестале деце у Србији. Реч је о српској верзији система Амбер алерт, а систем је имплементиран 2023. године.

## О Амбер алерту
Детаљније: Амбер алерт
Амбер алерт је систем упозоравања јавности који се покреће као помоћ у тражењу нестале деце. Према речима Роберта Ховера из Међународног центра за несталу и експлоатисану децу, око 95% случајева, у којима је коришћен Амбер алерт, реши се у року од 72 сата.
Амбер алерт званично функционише у САД, Белгији, Чешкој, Француској, Немачкој, Грчкој, Хрватској, Мађарској, Малти, Ирској, Пољској, Бугарској, Италији, Холандији, Португалу, Румунији, Шпанији и Уједињеном Краљевству.
Први пут је осмишљен у САД 1996. године. Упозорење је именовано по деветогодишњој девојчици, Амбер Хагерман, која је отета и убијена у Арлингтону, Тексас, 1996. године. Име није свугде исто, па се тако овај систем у Џорџији назива „Левијев позив” (у знак сећања на Левија Фрадија), на Хавијима „Мејли Амбер алерт” (у знак сећања на Мејли Гилберт), у Арканзасу „Морган Ник Амбер алерт” (у знак сећања на Моргана Ника) и на Јути „Рејчел алерт” (у знак сећања на Рејчел Ранијан).
Механизам Амбер алерт подразумева скуп информација које се хитно и истовремено пласирају кроз што више канала комуникације (телевизија, радио, друштвене мреже, LED билборди, GPS навигације, постери) на читавој територији једне државе, како би целокупно јавно мњење, у кратком року, било обавештено о нестанку детета, његовом изгледу и свим његовим особинама.

## Иницијатива
Након убиства Тијане Јурић, њен отац Игор Јурић започиње свој рад на увођењу Амбер алерта у Србији. На промоцији овог система упозорења Игор ради најпре са Фондацијом „Тијана Јурић”, чије је име касније промењено у Центар за несталу и злостављану децу.
Центар за несталу и злостављану децу се, тада под именом Фондација Тијана Јурић, од 2015. године залаже за увођење система упозорења у Србији, више пута је јавно указивала да је увођење оваквог система неопходно ради безбедности деце. Године 2016. предали су Влади Србије иницијативе које ће унапредити безбедност деце и грађана. Реч је о захтеву за доживотну казну затвора, са тешким принудним радом, увођење система „Амбер алерт”, јавни регистар педофила, регистар несталих.
У делу извештаја коалиције о напретку Србије у поглављима 23. и 24. за период од новембра 2015. до априла 2016. године, који се односи на права детета, наводи се да је Фондација Тијана Јурић учествовала на састанку са представницима МУП-а у 2015. години, Министарства правде и Министарства за рад, запошљавање, борачка и социјална питања на тему увођења „Амбер Алерт”, али да након тога разговори и сарадња по овом питању нису настављене.
Године 2018. државни секретар Министарства унутрашњих послова Биљана Поповић Ивковић изјавила је да Министарство унутрашњих послова Србије разматра могућност увођења „Амбер Алерт система”, водећи се нашим законодавством и водећи рачуна о заштити личности и приватности.
Бивши министар унутрашњих послова, тада министар одбране Небојша Стефановић изјавио је у августу 2018. да држава разматра различите механизне са тужилаштвом и Министарством правде.
Године 2019. премијерка Србије Ана Брнабић изразила је подршку увођењу Амбер алерта.
У мају 2021. године, Игор Јурић дошао је на састанак у МУП где је требало да разговара о увођењу система амбер алерта у Србији, односно о бољој и ефикаснијој потрази за несталом децом. Међутим, Јурић и други представници Фондације „Тијана Јурић” напустили су просторије, јер састанку није присуствовао министар унутрашњих послова Александар Вулин. Јурић наводи да није био задовољан подршком министра унутрашњих послова Александра Вулина. До искорака је дошло у фебруару 2022. године, када су Вулин и председник Фондације „Амбер алерт Европе” Франк Хоен потписали у Београду Меморандум о разумевању.
Министарство правде је током 2020. године формирало радну групу, у којој су и представници других министарстава, која би требало да пронађе модел за примену система и у Србији.
Министарка правде Маја Поповић 2021. године учествовала је на Округлом столу одржаном на тему увођења система „Амбер Алерт” за тражење нестале деце у Србији у организацији Амбасаде Сједињених Америчких Држава у Србији и Центра за несталу и злостављану децу.
Године 2022. Јурић је рекао да има обећање министра унутрашњих послова Братислава Гашића да ће држава наставити да ради на увођењу Амбер алерта.
Дана 11. јануара 2023. године одржана је интернет кампања ЦНЗД (Центра за несталу и злостављану децу) на коју се одазвало више од милион људи у Србији. Игор и ЦНЗД позвали су грађане Србије да на својим профилима на друштвеним мрежама објаве подршку увођењу Амбер алерта у Србији уз хештег #хоћемоамбералерт.
Поред Амбер алерта, ЦНЗД и Јурић радиће и на јавном регистру за нестала лица.

## Увођење система упозорења у Србији
У јануару 2023. године Игор Јурић наводи да би систем требало бити уведен у Србији до краја године и да су у току преговори са МУП-ом. Под називом „Пронађи ме”, систем је од 25. октобра 2023. активан у Србији.

## Функционисање система
Пронађи ме представља модел ширења информација и обавештавања јавности о нестанку малолетне особе. За пласирање објава користе се различите платформе, као што су телевизијске и радио емисије, интернет, СМС, екран на банкоматима, информативне табле на ауто-путевима и аеродромима и слично. Прекидање стандардног садржаја се огледа у форми пласирања фотографије са основним информацијама и подацима везаним за сам нестанак детета. Прво покретање система састоји се од прекида ТВ програма у првих осам сати од пријаве нестанка, након чега мобилни оператори шаљу поруке својим корисницима са линком сајта Министарства унутрашњих послова где се налазе подаци о потрази. Предвиђено је да се систем не користи у свим случајевима нестале деце, како не би дошло до контра ефекта и губљења пажње јавности.

## Контроверзе
Неки грађани Србије, укључујући неке познате личности изразиле су сумњу у овај систем. Пре свега споран је назив, умешаност Амбасаде САД-а или било које стране организације, као и то што је у питању „амерички” софтвер.
Игор Јурић је више пута ближе објаснио систем, наглашавајући да систем упозорења, који ће бити уведен у Србији, неће бити ни на који начин везан за страни систем и да ће функционисати потпуно независно. Јурић је разјаснио да свет под називом Амбер алерт препознаје овај систем, али то не значи да ће се тако звати и у Србији и предлаже да име буде одлука државе. Док се тај нов назив не успостави, како не би дошло до забуне, у току промоције користили су изворни назив. Ниједна држава у којој је систем уведен нема приступ подацима из друге државе са истим системом. Што се тиче софтвера који би Србија потенцијално користила, у разговорима са представницима грчке организације „Хомагело”, који су својој земљи обезбедили софтвер из фондова ЕУ, Грци су изјавили да би поменути софтвер поклонили нашој земљи потпуно бесплатно. Међутим, остаје простор да наша земља направи бољи систем, уколико постоје кадрови за то.

## Историја
Годину дана од нестанка и убиства Тијане Јурић, њен отац, Игор Јурић покренуо је фондацију названу по својој ћерци, данас познату као Центар за несталу и злостављану децу, с циљем да превентивним деловањем и едукацијама побољша безбедност деце. Исте године, фондација је почела активно да ради на промоцији успостављања система Амбер алерт у Србији.
Министар унутрашњих послова Србије, Небојша Стефановић изјавио је у августу 2018. да држава разматра различите механизме са тужилаштвом и Министарством правде, а државни секретар Министарства унутрашњих послова Биљана Поповић Ивковић да Министарство унутрашњих послова Србије разматра могућност увођења Амбер Алерт система, водећи се српским законодавством и водећи рачуна о заштити личности и приватности. Подршку пројекту дала је и премијерка Ана Брнабић. У фебруару 2022. године, министар унутрашњих послова Александар Вулин и председник фондације Амбер алерт Европе Франк Хоен потписали су Меморандум о разумевању у циљу успостављања система у Србији.
Дана 25. октобра 2023. године, у рад је пуштен систем за хитно обавештавање јавности у случају нестанка малолетног лица под називом Пронађи ме.
На увођењу Амбер алерта у Србији од 2015. године ради Игор Јурић, у склопу своје организације Центар за несталу и злостављану децу (некада Фондација „Тијана Јурић”).

### Историја активирања система
Прво покретање система уследило је након нестанка двогодишње Данке Илић из Бањског поља из околине Бора, 26. марта 2024. године. Полиција је у 13.45 часова добила дојаву о нестанку Данке Илић за којом је одмах почела потрага. Радио-телевизија Србије је истог дана у вечерњим сатима издала саопштење о покретању система Пронађи ме, након чега су и друге ТВ куће следиле исти пример. Министарство информисања и телекомуникација Србије обавестило је грађане да није реч о показној вежби и да је у току обавештавање јавности преко путем СМС порука, прекидима радио и телевизијских програма, објавама на аутобуским, железничким станицама, аеродромима и панелима на ауто-путевима.
Други случај покретање система забележе је 16. децембра 2024. године, када је пријављен нестанак једанаестогодишњег дечак у Београду. Дете је пронађено после неколико сати потраге.
Дана 3. марта 2025. систем је покренут по трећи пут, када је пријављен нестанак двогодишње девојчице из Уба. Девојчица је пронађена сутрадан.